# Dmitri Iwanowitsch Iwanow
Dmitri Iwanowitsch Iwanow (russisch Дмитрий Иванович Иванов; * 29. Juli 1928 in Pestowka, Oblast Orjol; † 1993) war ein sowjetischer Gewichtheber.

## Biografie
Dmitri Iwanow von „Spartak“ Moskau war der erste sowjetische Gewichtheber der Leichtgewichtsklasse, der bei internationalen Meisterschaften eingesetzt wurde und der Nachkriegsgeneration angehörte. Bereits 1951 machte er nachhaltig auf sich aufmerksam, als er die für damalige Zeiten hervorragende Leistung von 345 kg im olympischen Dreikampf erzielte. 1952 unterlag er im Kampf um die sowjetische Meisterschaft, die gleichzeitig als Ausscheidung für die Olympischen Spiele 1952 galten, noch gegen Jewgeni Lopatin, aber 1953 wurde er erstmals sowjetischer Meister. 1953 und 1954 vertrat er die Sowjetunion auch bei den Welt- und Europameisterschaften, wurde in beiden Jahren Europameister und 1954 auch Weltmeister. In den nächsten Jahren brachte er das Gewicht für das Leichtgewicht nicht mehr und startete im Mittelgewicht (bis 75 kg Körpergewicht). Er erreichte in dieser Gewichtsklasse zwar noch einige sehr gute Platzierungen, konnte sich aber nicht mehr für internationale Meisterschaften qualifizieren.
Dmitri Iwanow studierte Journalistik und war jahrzehntelang einer der bekanntesten Sportjournalisten der UdSSR.

## Internationale Erfolge
(WM = Weltmeisterschaft, EM = Europameisterschaft, Le = Leichtgewicht, Mi = Mittelgewicht)
- 1953, 2. Platz (1. Platz), WM + EM in Stockholm, Le, mit 365 kg, hinter Peter George, USA, 370 kg und vor Said Gouda, Ägypten, 355 kg;
- 1954, 1. Platz, WM + EM in Wien, Le, mit 367,5 kg, vor Gouda, 355 kg und Josef Tauchner, Österreich, 352,5 kg;
- 1956, 1. Platz, Turnier in Moskau, Mi, mit 390 kg, vor George Scheglow, UdSSR, 375 kg.

## Länderkämpfe
- 1952 gegen die ČSR, in Prag, Le, 347,5 kg – Robert Belza, 322,5 kg;
- 1954 gegen Ägypten, in Kairo, Le, 377,5 kg – Said Gouda, 360 kg;
- 1956 gegen China, in Peking, Mi, 407,5 kg – Chun Tschaun, 362,5 kg.

## Nationale Meisterschaften
- 1952, 3. Platz, UdSSR, Le, mit 340 kg, hinter Jewgeni Lopatin, 347,5 kg und Iwan Solomacha, 342,5 kg;
- 1953, 1. Platz, UdSSR, Le, mit 357,5 kg, vor Fedor Nikitin, 355 kg und George Scheglow, 352,5 kg;
- 1954, 1. Platz, UdSSR, Le, mit 372,5 kg, vor Scheglow, 360 kg und Alexander Falamejew, 355 kg;
- 1955, 4. Platz, UdSSR, Mi, mit 390 kg, hinter Juri Duganow, 407,5 kg, Fjodor Bogdanowski, 402,5 kg und Mustafa Jagly-Ogly, 392,5 kg;
- 1955, 2. Platz, Mannschaft, Mi, mit 405 kg, hinter Bogdanowski, 407,5 kg;
- 1956, 1. Platz, Sportorg. "Spartak", Mi, mit 395 kg;
- 1956, 4. Platz, UdSSR, Mi, mit 390 kg, hinter Bogdanowski, 415 kg, Michael Rabchew, 395 kg und Jagly-Ogly, 390 kg;
- 1957, 4. Platz, UdSSR, Mi, mit 392,5 kg, hinter Bogdanowski, 420 kg, Jagly-Ogly, 400 kg und Viktor Ljach, 395 kg;
- 1957, 1. Platz, Mannschaft, Mi, mit 395 kg, vor Galojan, 385 kg und Ippolitow, 382,5 kg;
- 1958, 4. Platz, UdSSR, Mi, mit 405 kg, hinter Bogdanowski, 417,5 kg, Alexander Kurynow, 407,5 kg und Plaksjuk, 405 kg.

## Weltrekorde
(alle im Leichtgewicht, damals bis 67,5 kg Körpergewicht, erzielt)
- 114,5 kg, Drücken, 1953 in Podolsk,
- 118 kg, Reißen, 1953 in Podolsk,
- 372,5 kg, OD, 1953, in Podolsk,
- 375 kg, OD, 1953, in Podolsk,
- 115,5 kg, Drücken, 1954 in Moskau,
- 117 kg, Drücken, 1954 in Kairo,
- 377,5 kg, OD, 1954 in Kairo.